# Шапочников, Алина

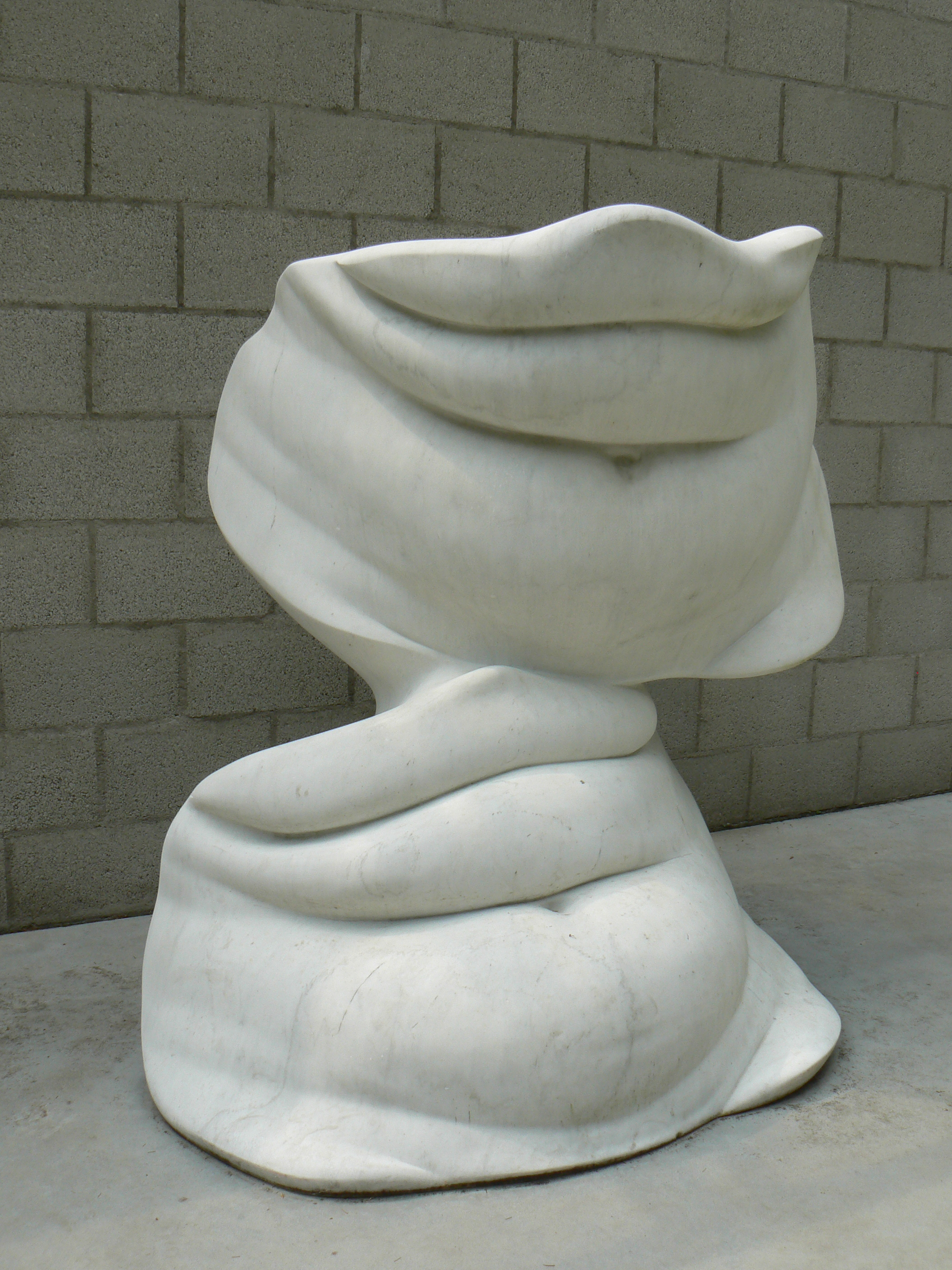
Bellies (1968)

Алина Шапочников (16 мая 1926 года, Калиш, Польша — 2 марта 1973 года, Пасси, Франция) — польский скульптор и график еврейского происхождения.

## Биография
Алина Шапочников родилась 16 мая 1926 года в городе Калиш в семье врача. Во время Второй мировой войны из-за еврейского происхождения была помещена в гетто Пабьянице и Лодзинское гетто, затем пребывала в концлагерях Освенцим, Берген-Бельзен и Терезиенштадт.
После окончания войны в 1946—1947 годах училась на скульптора в Праге, изначально в мастерской Отакара Велимского, затем в Пражской Высшей школе прикладного искусства. Благодаря стипендии, в 1947—1950 годах продолжила учёбу в парижской Национальной высшей школе изящных искусств, однако из-за тяжёлой болезни была вынуждена прервать учёбу и вернуться в Польшу.
В 1963 году вновь переехала в Париж. В 1969 году у неё был диагностирован рак груди, и в 1973 году она умерла в Пасси.
Она была женой польского историка искусства Рышарда Станиславского, их сын Пётр живёт во Франции. После развода с Станиславским она вышла замуж за польского графика Романа Цеслевича, с которым оставалась в браке до самой смерти.

## Художественное творчество
Проживая в Польше, она создавала выразительные фигуративные скульптуры. Использовала такие материалы как бронза и камень. В Париже начала экспериментировать с цветными слепками собственного тела в полиэстере и полиуретане. В последние годы жизни на её творчестве сказывалось осознание приближающейся смерти.
Её работы находятся в экспозиции Музея современного искусства в Нью-Йорке, Музея современного искусства в Лос-Анджелесе, парижского Центра Помпиду и лондонской Галереи Тейт.